# جاكلين رايت
جاكلين رايت (بالإنجليزية: Jacqueline Wright)‏ هي مخرجة بريطانية، ولدت في القرن العشرين.

## وصلات خارجية
- جاكلين رايت على موقع IMDb (الإنجليزية)
- جاكلين رايت على موقع ألو سيني (الفرنسية)
- جاكلين رايت على موقع قاعدة بيانات الفيلم (الإنجليزية)
- جاكلين رايت على موقع كينوبويسك (الروسية)